# クサビフグ
クサビフグ（学名：Ranzania laevis）は、フグ目マンボウ科の魚類の一種。クサビフグ属は単型。

## 分布と生息地
世界中の熱帯および温帯海域に分布する。主に外洋の表層に生息する。

## 形態
体長は最大1 mに達する  が、普通は全長約50cmほど。体はマンボウに比べ細長い。口は他の魚と違い縦に閉じる。鱗は小さく、六角形。体色は銀色で背面は濃い青色となり、体には縞模様や斑紋が入る。近縁のマンボウと共に著しく変態をする魚で、卵から孵った直後がフグ型をしているが、体長2mmから8mmの時期はハコフグのような硬い甲で覆われ、さらに大きな棘が全体的に表れるが、これ以上になると棘と尾びれが退化して成魚の形になる（マンボウは棘の発達が甲羅の退化時期になるなど若干成長が異なる）。

## 生態
単独または小規模な群れで生活し、甲殻類やクラゲ、イカを捕食する。素早いイカを捕食できる程、その遊泳速度は速い。水面から飛び出すこともある。沖合の魚だが、オーストラリアなどでは稀に単独または集団で岸近くに現れる事がある。卵生であり、集団産卵を行う。

## ギャラリー

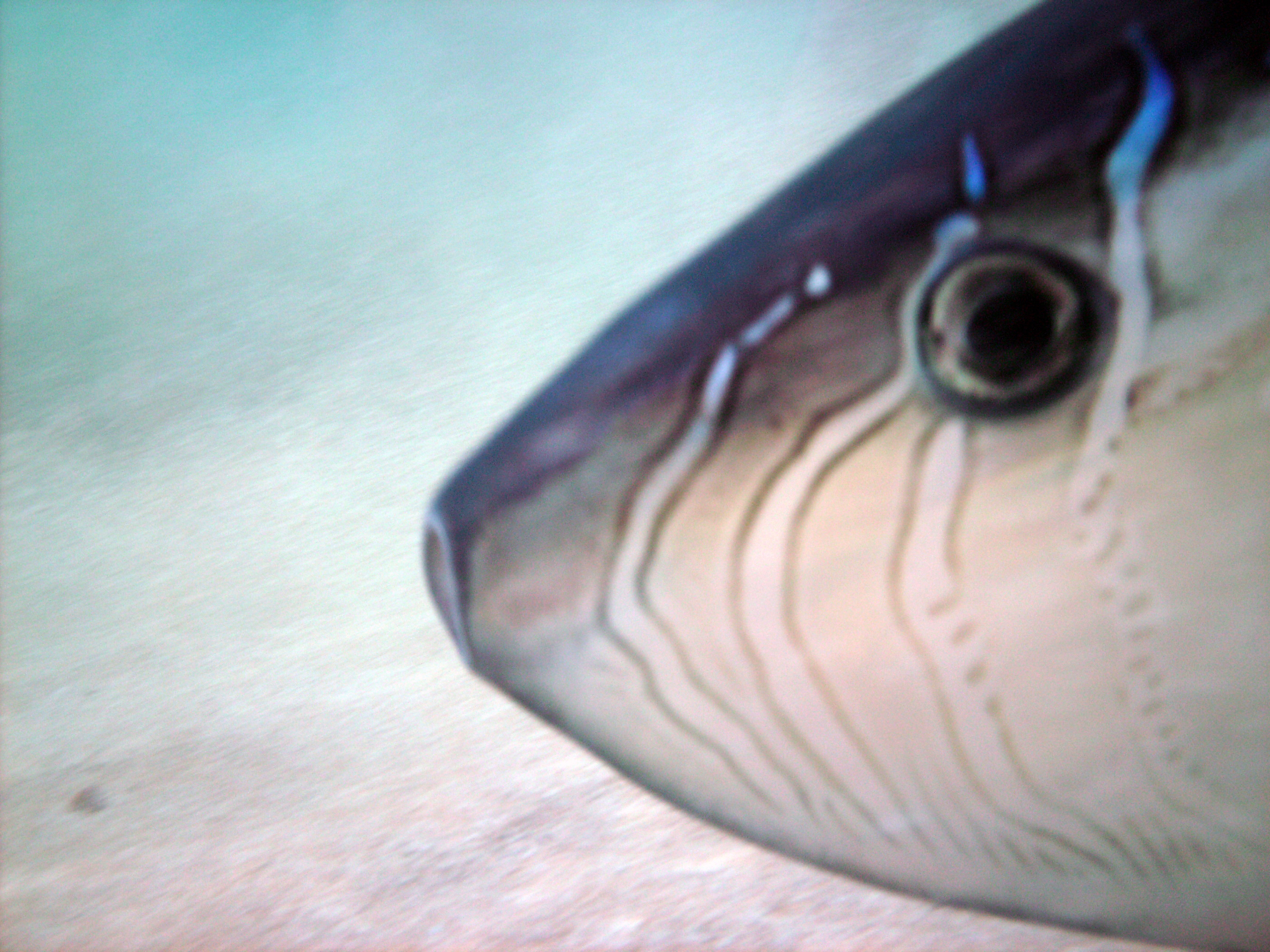
頭部
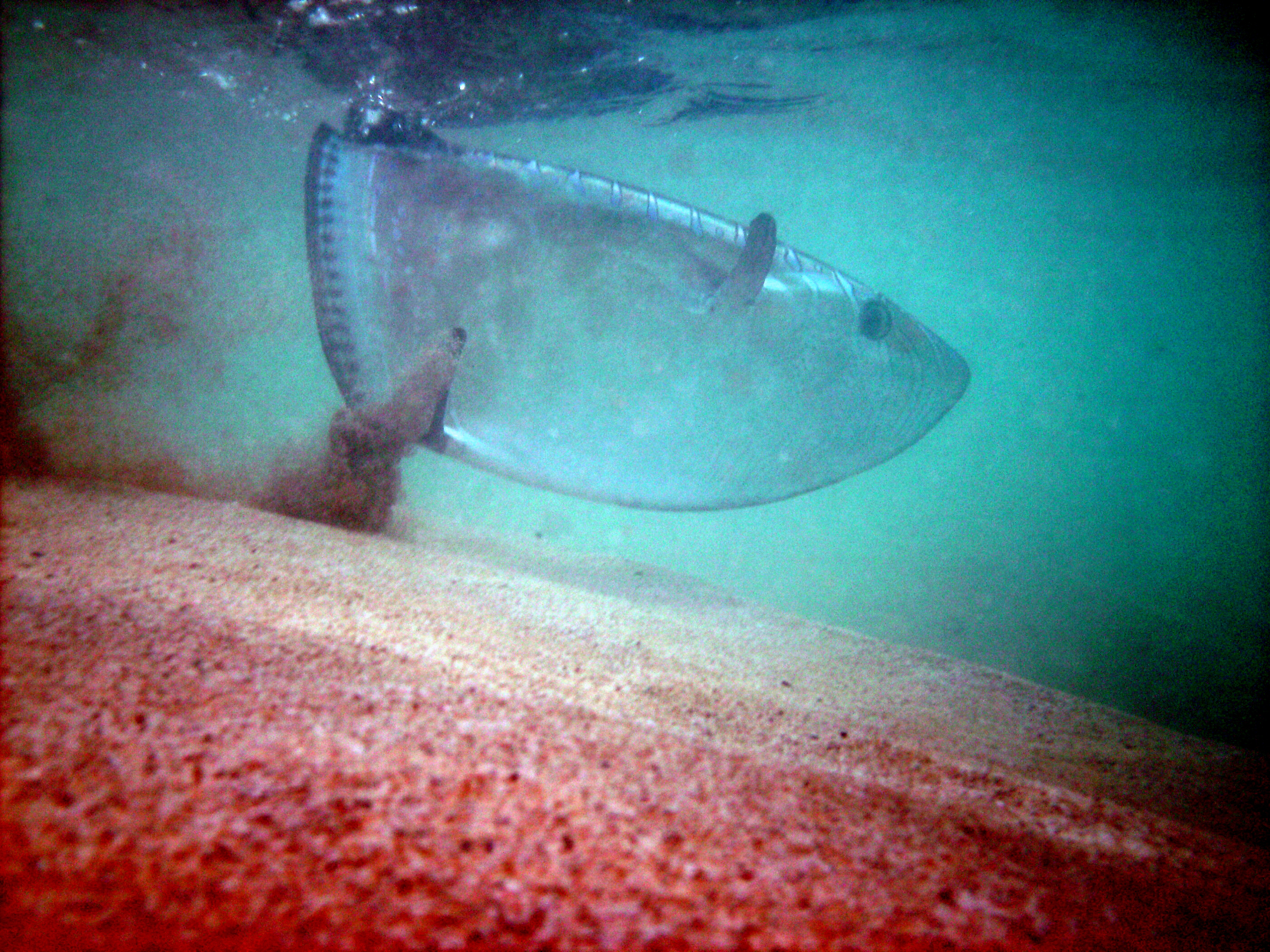
マウイ島の沿岸に現れた個体